# Metaphidippus cuprinus
Metaphidippus cuprinus är en spindelart som först beskrevs av Władysław Taczanowski 1878.  Metaphidippus cuprinus ingår i släktet Metaphidippus och familjen hoppspindlar. Inga underarter finns listade i Catalogue of Life.